# بن جوردون
بن جوردون (بالإنجليزية: Ben Gordon)‏ (7 أكتوبر 1985 بغلاسكو في المملكة المتحدة - ) هو لاعب كرة قدم بريطاني في مركز الدفاع. لعب مع نادي دمبرتون ونادي ألوا أثليتيك ونادي ليفينغستون لكرة القدم.

## وصلات خارجية
- بن جوردون على موقع قاعدة بيانات كرة القدم.إي يو (الإنجليزية)
- بن جوردون على موقع Soccerbase.com (لاعب) (الإنجليزية)
- بن جوردون على موقع Soccerway.com (الإنجليزية)